# Jokin Murguialday
Jokin Murguialday Elorza (Vitoria, Álava, País Basco, 19 de março de 2000) é um ciclista espanhol, membro da equipa Caja Rural-Seguros RGA.

## Biografia
Nascido a 19 de março de 2000 em Vitoria, é filho de Javier Murguialday, ciclista profissional de 1986 a 1994 e ganhador de uma etapa do Tour de France de 1992. Inspirado por seus antecedentes familiares, começou a correr aos 11 anos na escola de ciclismo Arabarrak em Agurain.
Em 2018, por segundo ano junior, distinguiu-se por obter seis vitórias, incluída a Volta a Álava. No mesmo ano, foi seleccionado pela selecção espanhola para o Campeonato da Europa de Zlín, onde se retirou. Depois incorporou-se à equipa amador de Caja Rural-Seguros RGA amador em 2019, por seu passo entre as categorias inferiores. Rapidamente distinguiu-se por ganhar duas corridas do calendário amador vascão: a San Gregorio Saria e o Prêmio San Pedro.
Em 2020, durante o Campeonato da Espanha Sub-23, conseguiu a medalha de prata na contrarrelógio e depois na corrida de rota. Também é sexto no Volta à Bulgária, e sobretudo oitavo no Giro Ciclístico d'Italia, onde mostra boas qualidades de escalada. Em novembro assina seu primeiro contrato profissional com Caja Rural-Seguros RGA.

## Palmarés
- 2019 (como amador)
- San Gregorio Saria
- Prêmio de San Pedro de Irún

- 2020 (como amador)
  - 2.º no Campeonato da Espanha Contrarrelógio Sub-23 
  - 2.º no Campeonato da Espanha em Estrada Sub-23

## Equipas
- Caja Rural-Seguros RGA[1] (2021-)